# Simon Dominic
Jung Ki-seok, (hangeul: 정기석; né le 9 mars 1984), mieux connu par son nom de scène Simon Dominic, est un interprète hip-hop sud-coréen et co-PDG du label indépendant AOMG. Il est aussi un ancien membre du duo de hip-hop Supreme Team. Son nom de scène est une combinaison de Simon, un personnage du film Demolition Man de Wesley Snipes, et Dominic, son nom de baptême.

## Carrière
Simon Dominic a fait ses premiers pas dans la scène hip-hop underground sud-coréenne sous le nom de K-Outa.
Lui et le rappeur E Sens ont formé le duo de hip-hop Supreme Team en 2009. Ils ont gagné plusieurs récompenses durant leur carrière, notamment le prix du Meilleur nouveau groupe masculin aux Mnet Asian Music Awards de 2009 et le Prix hip-hop aux Golden Disk Awards de 2010. Le groupe s'est séparé en 2013, lorsque E Sens est parti pour suivre une carrière solo,.
Simon Dominic quitte le label de Supreme Team Amoeba Culture en 2014 et devient le co-PDG du label indépendant de Jay Park, AOMG, sous lequel il sort désormais sa musique.
En 2015, Simon Dominic fait un comeback avec la sortie de son premier mini-album solo, "Won & Only", après une longue pause. Son single de pré-sortie a cependant eu plus de succès que le titre-phare de son album. Son single de pré-sortie, "Simon Dominic", a accompli un Certified All-Kill dans les classements, trois jours après sa sortie, et a atteint la 2e place de l'hebdomadaire Gaon Digital Chart. Il est maintenant juge et producteur dans la cinquième saison de l'émission de compétition de rap Show Me the Money.
En Juillet 2018, Simon Dominic annonce qu'il ne sera plus co-PDG d'AOMG.

## Discographie

### Albums
| Titre                     | Détails sur l'album                             |
| ------------------------- | ----------------------------------------------- |
| I Just Wanna Rhyme Vol. 1 | - Date de sortie: 6 avril 2008 - Mixtape        |
| SNL League Begins         | - Date de sortie: 7 octobre 2011 - Album studio |
| Won & Only                | - Date de sortie: 21 août 2015 - Mini album     |

### Singles
| Année                                                              | Titre                                                       | Meilleure position | Ventes                  | Album               |
| Année                                                              | Titre                                                       | COR                | Ventes                  | Album               |
| ------------------------------------------------------------------ | ----------------------------------------------------------- | ------------------ | ----------------------- | ------------------- |
| 2007                                                               | "Lonely Night"                                              | —                  | —                       | —                   |
| 2011                                                               | "Hero"                                                      | 28                 | - COR (DL): 291,474+    | SNL League Begins   |
| 2011                                                               | "Stay Cool" (ft. Zion.T)                                    | 22                 | - COR (DL): 404,176+    | SNL League Begins   |
| 2011                                                               | "Cheerz"                                                    | 10                 | - COR (DL): 1,061,0391+ | SNL League Begins   |
| 2015                                                               | "Simon Dominic"                                             | 2                  | - COR (DL): 786,923+    | Won & Only          |
| 2015                                                               | "Won & Only (₩ & ONLY)" (ft. Jay Park)                      | 32                 | - COR (DL): 129,599+    | Won & Only          |
| 2016                                                               | "I'm Not The Person You Used To Know" (avec One, G2, BewhY) | 2                  | - COR (DL): 477,211+    | Show Me the Money 5 |
| 2016                                                               | "Comfortable" (avec Gray & One)                             | 1                  | - COR (DL): 440,842+    | Show Me the Money 5 |
| "—" signifie que le morceau est sorti avant le Gaon Digital Chart. |                                                             |                    |                         |                     |

### Vidéoclips
- Lonely Night (2007)
- Stay Cool (2011)
- Cheerz (2011)
- M&D – 뭘봐 (Close Ur Mouth Song) (2011)
- ₩ & Only (Won & Only) (2015)
- Simon Dominic-Simon Dominic (2015)

### Collaborations/Autres
- [16 mai 2005] Addsp2ch – Elements Combined (#10 A Legend (ft. Simon Dominic))
- [21 novembre 2005] Mild Beats – Loaded (#9 Against (ft. Addsp2ch, Simon Dominic pour Illest Konfusion))
- [avril 2006] Keslo – Street Level Vol. 1 (#10 Victim of Steam (ft. Simon Dominic))
- [5 décembre 2006] I.F – More Than Music (#15 Hip Hop For Respect (ft. Verbal Jint, JAZ, TBNY (Yankie, Topbob), Vasco, Simon Dominic, Garion (Meta, Nachal), Dok2 (All Black), sean2slow, MC Sungcheon))
- [22 février 2007] DJ Schedule-1 – Fight 4 Right (#5 Rip It Bitch (ft. Vasco, Simon Dominic))
- [24 février 2007] Loptimist – 22 Channels (#20 The Triumph (ft. Simon Dominic))
- [6 mars 2007] Jiggy Fellaz – Xclusive (#7 Simon Dominic ft. Wimpy – Night Riders (Bameul Geotneun Sorikkun))
- [10 juillet 2007] Ja – JA01 (#11 Romantic Sense (ft. Simon Dominic))
- [11 septembre 2007] Vasco – Deombyeora Sesanga (#14 Upgrade 2k7 (ft. LEO, KEKOA, Simon Dominic, E-Sens, J-Dogg, Nuckdive, Marco, Digiry, Basick, Sleepy Dawg, The Action, Outlaw & The Quiett))
- [25 octobre 2007] Outsider – Soliloquist (#10 Hyper Soar (ft. Simon Dominic))
- [12 novembre 2007] Primary Score – First Step (#3 Beautiful Struggle (avec E-Sens, Simon Dominic, Kim Ji Seok), No. 10 City Soul (avec Dok2, Simon Dominic, Mild Beats))
- [23 septembre 2007] Turbo – 2007 Hoesang (#1 Hoesang (2007 Hiphop Ver.) (Rap. Simon D))
- [18 décembre 2007] The Quiett – The Real Me (#8 Give It To H.E.R. (ft. Leo Kekoa, Simon Dominic, Dok2))
- [19 février 2008] Minos – Ugly Talking (#2 Ugly Talkin' (ft. Simon Dominic), No. 10 Bite A Fake (ft. Simon Dominic, E-Sens, Dok2, DJ Pumpkin))
- [27 mars 2008] E-Sens – New Blood, Rapper Vol.1 (#3 Pittong (ft. Simon Dominic), No. 18 Hangugeseo (ft. Simon Dominic))
- [24 avril 2008] Buga Kingz – The Menu (#10 Die-t (ft. Simon Dominic))
- [29 avril 2008] Loptimist – Mind-Expander (#3 Amnesia (ft. Simon Dominic, Lady Jane))
- [8 mai 2008] Aquibird – Whose Dream (#4 Lady Jane (ft. Simon Dominic))
- [11 juin 2008] Alex – My Vintage Romance (#13 Miss. Understand (ft. Simon Dominic))
- [12 août 2008] Swings – No. 1 (#24 Chupa Chups (ft. Simon Dominic))
- [5 janvier 2009] Nuoliunce – The Mission (#5 I Won't Give Up (ft. Jinbo, Simon Dominic, Dok2))
- [19 février 2009] Dynamic Duo – Ballad for Fallen Soul Part 1 (#1 Jansori (ft. Simon Dominic pour Supreme Team))
- [27 mars 2009] Epik High – Hon: Map the Soul (#10 8 By 8, Part 2 (ft. MYK, Minos, Paloalto, The Quiett, Verbal Jint, Kebee, E-Sens, Simon Dominic))
- [28 juillet 2009] P'Skool – Daily Apartment (#11 Janchi People (ft. Simon Dominic de Supreme Team))
- [7 octobre 2009] Dynamic Duo – Band of Dynamic Brothers (#10 Wolgwangjeung (Moonstruck) (ft. Simon D))
- [21 janvier 2011] K.Will – Giga Cha (#1 Giga Cha (ft. Simon D de Supreme Team & Hyorin de Sistar))
- [30 mars 2011] Tony An – Thank U (#1 Thank U (ft. Simon D))
- [20 octobre 2011] Huckleberry P – Min in Black (#7 History Is Made at Night (ft. Simon Dominic))
- [26 décembre 2011] Young Jun – Kkotboda Geudaega (#1 Kkotboda Geudaega (ft. Simon D))
- [4 janvier 2012] Dynamic Duo – DYNAMICDUO 6th DIGILOG 2/2 (#5 Ohae (Misunderstood) (ft. Simon D, Haengju))
- [9 janvier 2012] Piggy Dolls – Sarangi Mwogillae (#1 Sarangi Mwogillae (ft. Simon D))
- [20 janvier 2012] Young Jun – Easy (#8 Kkotboda Geudaega (ft. Simon D))
- [25 mai 2012] Leessang – Unplugged (#8 Saramdeureun Modu Byeonhanabwa (ft. Jung In, Simon D))
- [31 mai 2012] Primary – Primary And the Messenger (#2 Ipjangjeongni (ft. Choiza, Simon D))
- [8 septembre 2012] Immortal Songs 2: Singing the Legend "Choi Sung Soo" Pyeon (#2 Purip Sarang)
- [8 octobre 2012] Jtong – Mohikangwa Member (#9 Hollansogui Hyeongjedeul (ft. Beenzino, Zion.T, Simon D))
- [16 octobre 2012] Ailee – Invitation (#5 Shut Up (ft. Simon D))
- [29 décembre 2012] Immortal Songs 2: Singing the Legend "Troteu Big 4 Teukjib" 2 pyeon (#6 Sarangui Ireumpyo (ft. Zion.T))
- [5 juin 2014] Crush - Crush On You (#9 Give It To Me (ft. Jay Park & Simon D))
- [1er septembre 2014] Jay Park - Evolution [Deluxe Edition] (#9 Metronome (ft. Simon Dominic & Gray))
- [10 juin 2016] Tiffany - Heartbreak Hotel (#1 Heartbreak Hotel (ft. Simon D))

## Télévision

### Emissions de variété
| Année     | Titre                                | Notes                         |
| --------- | ------------------------------------ | ----------------------------- |
| 2010-2011 | School Variety 100 Points Out of 100 | Membre                        |
| 2010-2011 | Hot Brothers                         | Membre                        |
| 2010      | Late Night Variety Star              | Invité, épisode 18            |
| 2010      | Come to Play                         | Invité, épisode 309           |
| 2010      | 1000 Songs Challenge                 | Invité                        |
| 2010      | Happy Together                       | Invité, épisode 156           |
| 2011      | Come to Play                         | Invité, épisode 349           |
| 2011      | Saturday Freedom                     | Invité, épisodes 1,2 et 3     |
| 2011      | Fun Quiz Club                        | Invité                        |
| 2011      | Running Man                          | Invité, épisode 59            |
| 2011      | Happy Together                       | Invité, épisode 193           |
| 2012      | Volume Ten                           | Invité                        |
| 2012      | Immortal Songs: Singing the Legend   | Invité, épisodes 65, 80 et 81 |
| 2013      | Running Man                          | Invité, épisode 127           |
| 2013      | Gag Concert                          | Invité                        |
| 2014      | Radio Star                           | Invité                        |
| 2014      | Mix & Match                          | Invité juge, épisode 5        |
| 2014      | You Hee-yeol's Sketchbook            | Invité                        |
| 2015      | MAPS                                 | Membre                        |
| 2015      | Witch Hunt                           | Invité, épisode 108           |
| 2015      | Hello Counselor                      | Invité                        |
| 2015      | King of Mask Singer                  | Participant                   |
| 2015      | You Hee-yeol's Sketchbook            | Invité                        |
| 2016      | Please Take Care of My Refrigerator  | Invité, épisodes 64 et 65     |
| 2016      | Two Yoo Project Sugar Man            | Invité, épisode 23            |
| 2016      | Show Me the Money Season 5           | Juge et producteur            |
| 2016      | SNL Korea                            | Présentateur, épisode 154     |

### Sitcoms
| Année | Titre    | Notes                                                  |
| ----- | -------- | ------------------------------------------------------ |
| 2012  | Stand By | Simon Dominic joue le rôle de Ssam D d'avril à octobre |

## Récompenses

### Solo
| Année | Travail nommé | Cérémonie                   | Catégorie                 | Résultat   |
| ----- | ------------- | --------------------------- | ------------------------- | ---------- |
| 2011  | "Cheerz"      | 13e Mnet Asian Music Awards | Meilleure performance rap | Nomination |